# Волнат-Крік (Аризона)
Волнат-Крік (англ. Walnut Creek) — переписна місцевість (CDP) в США, в окрузі Могаве штату Аризона. Населення — 571 особа (2020).

## Географія
Волнат-Крік розташований за координатами 35°7′52″ пн. ш. 114°7′36″ зх. д. / 35.13111° пн. ш. 114.12667° зх. д. (35.131236, -114.126617).  За даними Бюро перепису населення США в 2010 році переписна місцевість мала площу 3,97 км², уся площа — суходіл.

## Демографія
Згідно з переписом 2010 року, у переписній місцевості мешкали 562 особи в 229 домогосподарствах у складі 182 родин. Густота населення становила 141 особа/км².  Було 251 помешкання (63/км²).
Расовий склад населення:
| - 95,4 % — білих - 0,7 % — корінних американців - 0,4 % — чорних або афроамериканців - 0,2 % — азіатів - 1,6 % — осіб інших рас |

До двох чи більше рас належало 1,8 %. Частка іспаномовних становила 5,9 % від усіх жителів.
За віковим діапазоном населення розподілялося таким чином: 17,4 % — особи молодші 18 років, 53,2 % — особи у віці 18—64 років, 29,4 % — особи у віці 65 років та старші. Медіана віку мешканця становила 54,2 року. На 100 осіб жіночої статі у переписній місцевості припадало 93,1 чоловіків;  на 100 жінок у віці від 18 років та старших — 94,1 чоловіків також старших 18 років.
Середній дохід на одне домашнє господарство  становив 37 664 долари США (медіана — 41 250), а середній дохід на одну сім'ю — 37 738 доларів (медіана — 32 202). За межею бідності перебувало 32,5 % осіб, у тому числі 100,0 % дітей у віці до 18 років та 34,0 % осіб у віці 65 років та старших.
Цивільне працевлаштоване населення становило 141 осіб. Основні галузі зайнятості: транспорт — 27,0 %, будівництво — 17,0 %, роздрібна торгівля — 12,8 %, сільське господарство, лісництво, риболовля — 12,1 %.